# Glencoe (Carolina del Norte)
Glencoe es un área no incorporada ubicada en el condado de Alamance, en el estado estadounidense de Carolina del Norte. Se sitúa junto a la Carretera de Carolina del Norte  62, al norte-noreste de la ciudad de Burlington.
Se encuentra en la Haw River, al norte de Morgantown, y al oeste-noroeste de Carolina, un asentamiento de vecinos no incorporado también en el Río Haw. 
En Glencoe hay un Molino Textil  de la Ciudad y un Museo del Patrimonio Textil.

El Distrito Histórico de Glencoe Mill Village y la Escuela Glencoe están inscritos en el Registro Nacional de Lugares Históricos.